# (235) Carolina
(235) Carolina és un asteroide pertanyent al cinturó d'asteroides descobert el 28 de novembre de 1883 per Johann Palisa des de l'observatori de Viena, Àustria.
Està nomenat així pel atoló de Caroline, Kiribati.